# Ferocactus lindsayi
Ferocactus lindsayi là một loài thực vật có hoa trong họ Cactaceae. Loài này được Bravo mô tả khoa học đầu tiên năm 1966.